# Uloma contracta
Uloma contracta – gatunek chrząszcza z rodziny czarnuchowatych i podrodziny Tenebrioninae.
Gatunek ten opisał po raz pierwszy Léon M.H. Fairmaire w 1882 roku. Jako lokalizację typową wskazano Sumatrę.
Chrząszcz o ciele długości od 5 do 6 mm. Ubarwienie jest brązowe. Na grzbietowej powierzchni głowy ani w budowie czułków nie występują cechy dymorfizmu płciowego. Warga dolna u samca cechuje się języczkiem z kilkoma rozproszonymi szczecinkami oraz pozbawioną szczecinek bródką w formie równomiernie wyniesionej płytki z małymi wciskami bocznymi. Przedplecze u obu płci wykształcone jest jednakowo, pozbawione wgłębień, o nieobrzeżonej tylnej krawędzi, powierzchni punktowanej, na bokach nieco mocniej niż na środku, bez mikropunktowania między punktami. Pokrywy mają rzędy z punktami szerszymi niż odcinki rowków między nimi, a międzyrzędy wysklepione. Odwłok ma ostatni z widocznych sternitów pozbawiony obrzeżenia. Edeagus charakteryzuje się krótszymi niż u U. compacta i U. rufilabris, łopatkowatymi, na szczytach zaokrąglonymi paramerami.
Owad orientalny, znany z malezyjskiej (stan Sabah), brunejskiej i indonezyjskiej części Borneo oraz z indonezyjskich wysp Sumatra i Jawa.